# El emisario (cuento de Ray Bradbury)
El emisario (título original en inglés: The Emissary) es un relato corto del escritor estadounidense Ray Bradbury publicado en 1947 en la compilación de cuentos Dark Carnival, el primer libro de Ray Bradbury. Fue reimpreso en El país de octubre (The October Country, 1955) junto a otros relatos cortos del autor.
Sobre cómo escribió el cuento, en el libro Zen en el arte de escribir (1995) explica Bradbury [contiene spoiler]:

"Me acordé de mi abuelo, mi hermana y de varias tías y primas, para siempre en sus ataúdes, en camposantos donde las mariposas se posaban en las tumbas como flores y las flores volaban sobre las lápidas como mariposas. Me acordé de mi perro, perdido durante días, volviendo a casa una noche de invierno, muy tarde, con la pelambre llena de nieve, barro y hojas. [...]
El recuerdo del perro y su pelambre invernal se convirtió en El emisario, un cuento sobre un niño, en cama, enfermo, que envía a su perro a que junte las estaciones en el cuerpo y vuelva a informarle. Y entonces, una noche, el perro regresa de un viaje al cementerio y trae compañía." 
Ray Bradbury

## Sinopsis
Martin Christie es un niño obligado a guardar cama por una larga enfermedad. Su perro Torry sale a pasear solo y cuando vuelve, el niño nota dónde ha estado por el olor y al tacto acariciándolo.
Un día Martin cuelga una nota del collar del perro para recibir visitas. Así empezarán a venir algunos vecinos acompañando a Torry, su emisario. 

## Adaptación televisiva
El cuento fue adaptado por el propio autor para la televisión. El episodio titulado The Emissary fue emitido en la serie canadiense The Ray Bradbury Theater (1985–1992) el 13 de febrero de 1988. Fue dirigido por Sturla Gunnarsson e interpretado por Helen Shaver, Keram Malicki-Sánchez y Linda Goranson.